# Roger Guérin
Roger Guérin (* 9. Januar 1926 in Saarbrücken; † 6. Februar 2010 in Saintes-Maries-de-la-Mer, Bouches-du-Rhône) war ein französischer Jazz-Trompeter und Sänger.

## Leben und Wirken
Guérin studierte am Pariser Konservatorium Trompete und Kornett und wurde 1947 Profimusiker, arbeitete zunächst mit Aimé Barelli, später mit Django Reinhardt, Don Byas, Hubert Fol, James Moody, Benny Golson, Bernard Peiffer, Fats Sadi, Lucky Thompson, Kenny Clarke, Blossom Dearie, Martial Solal, Michel Legrand und André Hodeirs Jazz Group de Paris zusammen.
1958 war Guérin französischer Vertreter der International Youth Band auf dem Newport Jazz Festival und in Brüssel. 1959 gehörte er mit Eddy Louiss und Ward Swingle zu Mimi Perrins Vokalgruppe Les Double Six. 1960 löste er kurz Clark Terry in der Big Band von Quincy Jones ab. Mit Duke Ellington und Louis Armstrong erarbeitete er den Soundtrack des Films Paris Blues 1961. Seitdem ist Guerin mehr als Studiomusiker mit großer stilistischer Bandbreite tätig gewesen, trat aber gelegentlich bei Festivals auf, so 1962 mit der Dizzy-Gillespie-Big-Band in Antibes und dort auch mit eigenen Formationen 1961 und 1967, in Recklinghausen 1961, 1963 und 1965. In dieser Zeit leitete er auch zwei NDR-Workshops und nahm mehrere Platten mit der Kenny Clarke/Francy Boland Big Band auf. 1968 trat er mit Jean-Claude Naude, Sonny Grey und Ivan Jullien in einem Trumpet Workshop für das ORTF auf.
Seit Ende der 1960er Jahre war Guérin vor allem als Lehrer tätig, wirkte aber in den 1980er und 1990er Jahren an zwei Big-Band-Projekten seines Kollegen Martial Solal mit.
Guérin spielte gleichermaßen sowohl traditionellen wie Modern Jazz und war damit anpassungsfähiger Partner vieler amerikanischer Gastsolisten. Er zeigte eine gewisse Vorliebe für humorvoll eingeflochtene Zitate und einen metallenen Ton.
1959 erhielt er den Prix Django Reinhardt.

## Auswahldiskographie
Als Leader
- Roger Guérin Quartet, EP, (Versailles, 1956) mit Martial Solal, Pierre Michelot, Christian Garros
- Carrément (mit Henri Chenuet, René Mailhes, Patrice Galas; 2005)

Als Sideman
- Eddie Barclay & Quincy Jones: Et Voila! (Barclay Records, 1958)
- Christian Chevallier: 6 + 6 (1957), Formidable (1955); beide Jazz Stars-Serie (Columbia Records)
- Kenny Clarke’s Sextet: Plays Andrè Hodeir, 1956, (Philips Records); wiederveröffentlicht 2000 in der Jazz in Paris-Serie (Gitanes/Universal)
- Les Double Six: Les Double Six, 1959, (RCA Victor, 1999)
- Benny Golson: Benny Golson and the Philadelphians (United Artists Records, 1958) – Aufnahmen mit Roger Guerin, Pierre Michelot, Christian Garros nur auf der Blue-Note-Records-CD-Veröffentlichung gleichen Namens von 1998
- Bobby Jaspar: Bobby Jaspar & His Modern Jazz, 1954/55, original vogue masters-Serie (Bertelsmann Music Group/BMG, 1998)
- Pierre Michelot: Round About a Bass (Mercury Records, 1963); wiederveröffentlicht 2000 in der Jazz in Paris-Serie (Gitanes/Universal)
- James Moody, Frank Foster: James Moody and Frank Foster in Paris, 1951, (Disques Vogue, 1995)
- Bernard Peiffer: And His St Germain Des Pres Orchestra Featuring Bobby Jaspar (Blue Star, 1954); wiederveröffentlicht 2000 in der Jazz in Paris-Serie unter dem Titel Modern jazz at St.Germain-des-Prés (Gitanes/Universal, 2007) zusammen mit der Bernard-Zacharias-LP Gershwin Parade (Club français du disque, 1954)
- Quincy Jones: 1960 Lausanne, Swiss Radio Days Jazz-Serie (TCB, 1005)
- Martial Solal: The Complete Vogue Recordings, Vol. 3, 1956, original vogue masters-Serie (BMG, 2003)
- Lucky Thompson: Modern Jazz Group, 1956, Jazz in Paris-Serie (Gitanes/Universal, 2000)
- Jimmy Raney: Jimmy Raney Visits Paris, Vol. 2, original vogue masters-Serie (BMG, 1998)
- Django Reinhardt: Nuits de Saint-Germain des-Prés, 1951–53, in der Jazz In Paris-Serie (Gitanes/Universal, 2002)